# Озерний сільський округ (Костанайський район)
Озе́рний сільський округ (каз. Озерный ауылдық округі, рос. Озерный сельский округ) — адміністративна одиниця у складі Костанайського району Костанайської області Казахстану. Адміністративний центр — село Озерне.
Населення — 2279 осіб (2021; 2721 у 2009, 3186 у 1999, 3581 у 1989).
Станом на 1989 рк існували Озерна сільська рада (село Озерне, селище Тимінський) та Шишкинська сільська рада (село Суркіковка, селище Шишкинський). Село Тимінське було ліквідоване 2005 року, Озерний сільський округ перетворено в сільську адміністрацію. 2019 року Шишкинський сільський округ розділено на Суріковську сільську адміністрацію та Шишкинську сільську адміністрацію, та разом Озернинською сільською адміністрацією об'єднано в сільський округ.

## Склад
До складу округу входять такі населені пункти:
| Населений пункт  | Старі назви | Населення, осіб (1989) | Населення, осіб (1999) | Населення, осіб (2009) | Населення, осіб (2021) |
| ---------------- | ----------- | ---------------------- | ---------------------- | ---------------------- | ---------------------- |
| Озерне, село     | -           | 1880                   | 2159                   | 2044                   | 1891                   |
| Суриковка, село  | -           | 618                    | 374                    | 243                    | 106                    |
| Тимінське, село  | Тимінський  | 178                    | 136                    | -                      | -                      |
| Шишкинське, село | Шишкинський | 905                    | 653                    | 434                    | 282                    |